# 森靖子
森 靖子（もり やすこ、1957年11月13日 - ）は、ラジオショッピングパーソナリティ。大阪を本拠地に全国各地のラジオ番組などのショッピングコーナー担当者として活躍中。

## 人物・経歴
- 京都府生まれ。
- 1979年 - ノートルダム女子大学生活文化学科卒業。
- 朝日放送報道部でアルバイト後、朝日ミュージックサービス（現 エー・ビー・シーメディアコム）に勤務。
- 2004年10月 - 独立し（有）レストフォーを設立。
- 趣味はテニス・スキー・ゴルフなど。

## レギュラー番組
- 全力投球!!妹尾和夫です（ABCラジオ、13時台のレストフォーラジオショッピング）
- 朝いちばん!豊島美雪です（MBSラジオ、5時30分のレストフォーラジオショッピング）
- 三代澤・桜井・やすとものスラスラ水曜日（ABCラジオ）
- なるみ・八方のごきげんさん!（ABCラジオ）
- 橋詰優子のおはようチャイナ（ABCラジオ）
- かつみ・さゆりのお気に入りでチュッ（ABCラジオ）
- サンデー!朝CoCoた・ま・ご（ABCラジオ）
- ほっとハート!にちよう柴田塾（ABCラジオ）
- 岩崎なおあきの情報てんこ森!（ABCラジオ）
- 「タロー・ウラウラ・モリモリのショッピング大作戦」（ABCラジオ）不定期
- ほんまもん!原田年晴です（ラジオ大阪、月･火曜日）
- 街角ステーション 僕らのラジオ（ラジオ大阪）
- 桜井一枝・森靖子のまるっとマルシェ （ラジオ大阪）
- ツー快!お昼ドキッ（CBCラジオ）木曜日14時50分頃
- 日曜朝です!山田の森宅配便（TBSラジオ）